# احتلال أرمينيا الغربية
احتلال الإمبراطورية الروسية لأرمينيا الغربية خلال الحرب العالمية الأولى بدأ عام 1915 وانتهى رسمياً بمعاهدة برست ليتوفسك. يشار إلى هذا الاحتلال أحيانًا باسم جمهورية وان من قبل الأرمن. كان آرام مانوكيان من الاتحاد الثوري الأرميني هو رئيس الأمر الواقع حتى يوليو 1915. تمت الإشارة إلى الاحتلال كذلك بإيجاز باسم "فاسبوراكان الحرة". وبعد انتكاسة تمت في أغسطس 1915، أعيد تأسيس الإحتلال في يونيو 1916. تم تخصيص المنطقة لروسيا من قبل الحلفاء في أبريل 1916 بموجب اتفاقية سازونوف باليولوج.
من ديسمبر 1917، كانت المنطقة تحت قيادة مفوضية القوقاز، وكان هاكوب زافرييف مفوضًا، وخلال المراحل الأولى من تأسيس جمهورية أرمينيا الأولى، تم ضمها إلى المجالس القومية الأرمنية الأخرى في أرمينيا الموحدة لفترة وجيزة.
اعتمدت هذه الحكومة المؤقتة على وحدات المتطوعين الأرمن، وشكلت هيكلًا إداريًا بعد حصار وان في أبريل 1915. لقد كان هيمن الاتحاد الثوري الأرمني على التمثيل. كان آرام مانوكيان المعروف أيضًا باسم «آرام الواني [نسبة لِوان]» الحاكم الأكثر شهرة للإدارة.

## التوزيع السكاني
خلال حصار وان، كان هناك ما بين 67,792 أرمني (وفقًا لتقديرات السكان العثمانيين لعام 1914) و185 ألف أرمني (وفقًا لتقديرات بطريرك الأرمن لعام 1912) في ولاية وان. بينما كان في مدينة وان نفسها، حوالي 30 ألف أرمني، لكن انضم إليهم المزيد من الأرمن من القرى المحيطة خلال الهجوم العثماني.

## التاريخ

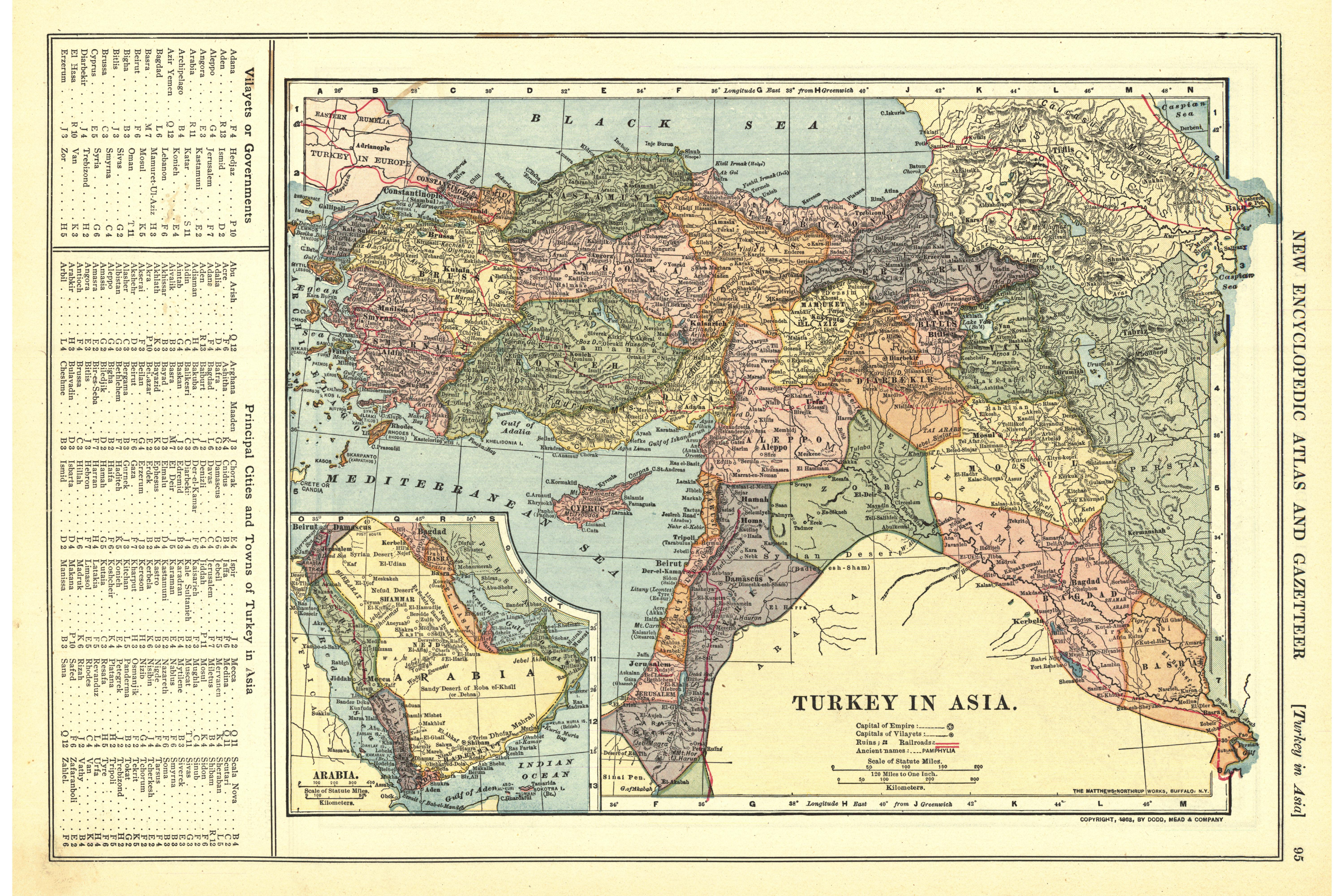
6 مقاطعات أرمنية في غرب أرمينيا. باتن وويليام وجي هوماس، تركيا في آسيا (مع 6 مقاطعات أرمنية من أرمينيا الغربية)، 1903.

### التشكيل، 1915
بدأ الصراع في 20 أبريل 1915، مع آرام مانوكيان كزعيم للمقاومة، واستمر لمدة شهرين. وفي مايو، دخلت الكتائب الأرمنية والنظامية الروسية إلى وان وطردت الجيش العثماني منها.

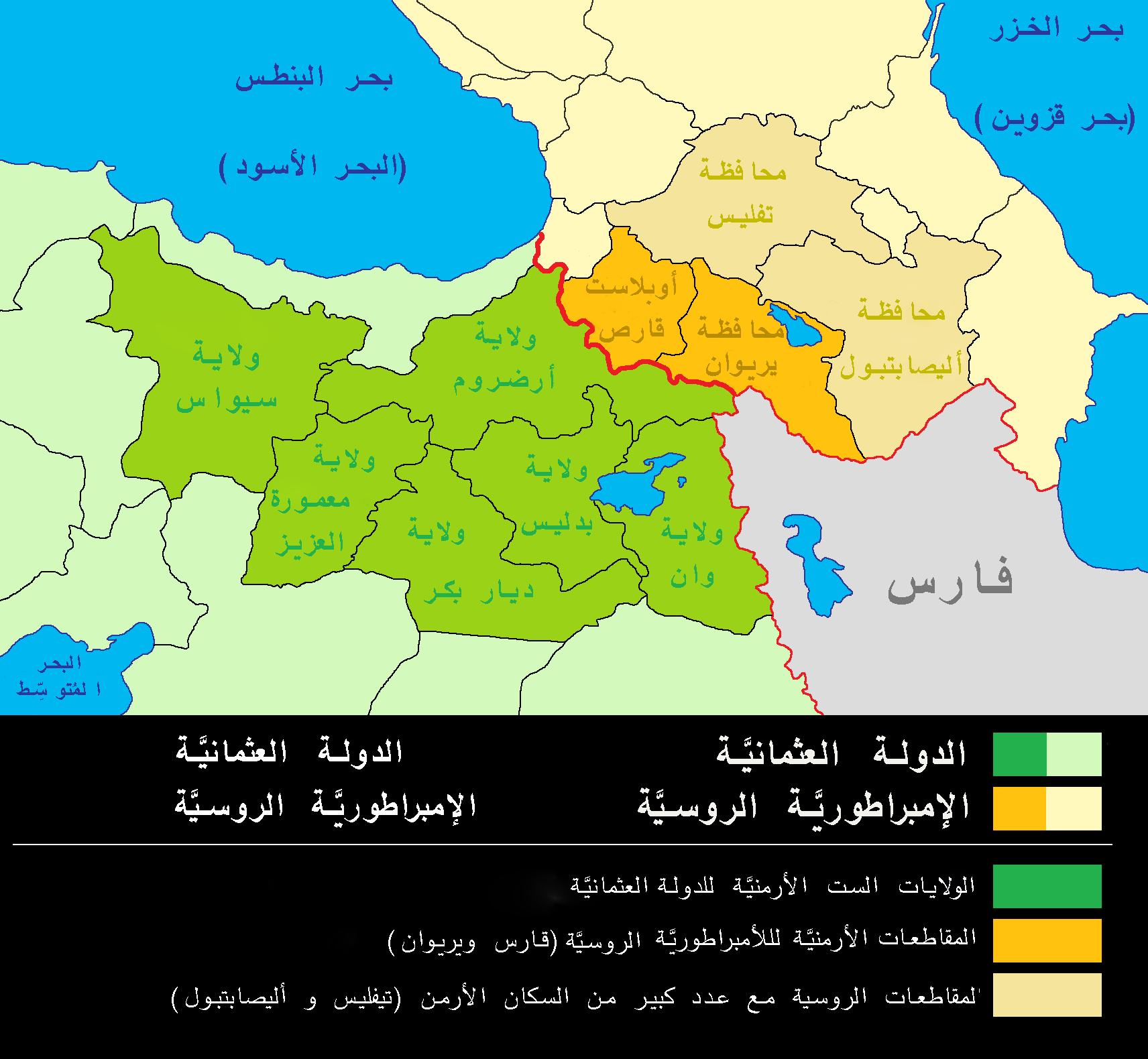
6 مقاطعات أرمنية في غرب أرمينيا والحدود بين البلدان قبل الحرب العالمية الأولى

#### المغادرة من وان
كان شهر يوليو هو الشهر الثاني للحكم الذاتي بقيادة مانوكيان. ثم تحول الصراع ضد الأرمن. شن الجيش العثماني، بقيادة باشا كريم، هجومًا مضادًا في منطقة بحيرة وان وهزم الروس في معركة مانزيكرت.
تراجع الروس نحو الشرق. كان هناك ما يصل إلى 250 ألف أرمني من احتشدوا في مدينة وان. هؤلاء كانوا من الهاربين من عمليات الترحيل التي أنشأها قانون التهجير. لقد كان من بينهم العديد من الذين انفصلوا عن طوابير الترحيل، حيث مروا بالجوار في طريقهم إلى الموصل. تراجع الأرمن من هذه المنطقة إلى الحدود الروسية.
خلال الهجوم المضاد، ساعد كل من مانوكيان وسامبسون أروتيونيان، رئيس المجلس الوطني الأرمني في تبليسي، اللاجئين من المنطقة للوصول إلى إشميادزين. ونتيجةً للمجاعة والتعب، عانى الكثير من اللاجئين من الأمراض، وخاصة الزحار. وفي 29 ديسمبر 1915، تمكن ترجمان نائب القنصلية في وان، وفقًا للأسقف الأرميني في إريفان ومصادر أخرى، من شراء لاجئي القوقاز من المنطقة.
| الأصل                    | 13 أغسطس لاجئو إشميادزين | 29 ديسمبر لاجئون القوقاز |
| ------------------------ | ------------------------ | ------------------------ |
| وان والمنطقة المحيطة بها | 203 ألف                  | 105 ألف                  |
| ملاذجيرت (محافظة موش)    | 60 ألف                   | 20,038                   |
| المجموع الإقليمي         | 250 ألف (من سرد وان)     |                          |

#### العودة إلى وان
خلال شتاء عام 1915، تراجعت القوات العثمانية مرة أخرى، مما مكن آرام مانوكيان من العودة إلى وان وإعادة إنشاء منصبه. أعلن الحاكم تدابير صارمة لمنع نهب وتدمير الممتلكات في ديسمبر 1915. لقد استأنفت بعض آلات الدرس ومصانع الدقيق العمل في المنطقة حتى يمكن إعادة فتح المخابز، وبدأت عملية ترميم المباني في بعض الشوارع.
| 29 ديسمبر اللاجئون العائدون | 29 ديسمبر اللاجئون العائدون |
| --------------------------- | --------------------------- |
| مدينة وان                   | 6000                        |

### التوسع، 1916
في نهاية عام 1916، عاد اللاجئون الأرمن إلى منازلهم، لكن الحكومة الروسية رفعت الحواجز في مجال الوقاية. خلال العامين 1916 و1917 سُمح لحوالي 8000 إلى 10 آلاف أرمني بالسكن في وان.

قال تقرير واحد: 
«الرجال يذهبون بأعداد كبيرة؛ قوافل العائدين إلى الوطن الأم تدخل عبر إغدير. عاد معظم اللاجئين في مقاطعة إريفان إلى وان.» 
| 1 مارس اللاجئين العائدين | 1 مارس اللاجئين العائدين | المتوقع            |
| ------------------------ | ------------------------ | ------------------ |
| منطقة وان                | 12 ألف                   | بين 20 ألف و30 ألف |

صادرت الحكومة الممتلكات الروسية وحولتها إلى مزارع جماعية وقسمتها على الذكور البالغين من الأرمن. لقد ترك أكثر من 40% من سكان وان المدينة للعمل في المزارع. أسست الحكومة الأرمينية صناعة الأسلحة والذخيرة وتم تفكيك معظم المناجم الروسية السابقة واستخدامها لبناء مشاريع في وان. حاولت الحكومة الأرمنية فرض الضرائب، لكن معظم الناس تجاهلوا جامعي الضرائب.[بحاجة لمصدر] جلبت منظمة الإغاثة في الشرق الأدنى جلبت الإغاثة لضحايا الحرب ونظمت في عام 1916 دارًا للأطفال في وان. لقد ساعد بيت الطفل الأطفال على تعلم القراءة والكتابة ووفر لهم ملابس. عملت منظمة الإغاثة في الشرق الأدنى في سوريا وفي «عدة مئات الآلاف» خلال الحملة القوقازية.

#### الخطط الروسية
في أبريل 1918، أبلغ نيكولاي يودنيتش ما يلي إلى الكونت إيلاريون إيفانوفيتش فورونتسوف-داشكوف:
 كانت الإمكانات الزراعية الواقعة قبالة المناطق الساحلية للبحر الأسود والمجرى العلوي للفرات مناسبة للمستعمرين الروس. في أعقاب اتفاقية سازونوف باليولوج المبرمة في أبريل 1916، تم التوقيع على قواعد الإدارة المؤقتة للمناطق التركية المحتلة بحق الحرب في 18 يونيو 1916، حيث أصدرت تعليمات للحاكم بموجب نظام آرام مانوكيان المعمول به.
ومع ذلك، خلعت ثورة فبراير عام 1917 القيصر نيقولا الثاني من التاج الروسي، ووعدت المؤسسة الجديدة بعكس السياسات من أجل الحصول على دعم الأرمن.
|  |  |  |  |

### المستوطنة، 1917
نُقِل حوالي 150 ألف أرمني إلى ولاية أرضروم وولاية بدليس وموش وولاية وان في عام 1917م. بدأ الأرمن ببناء المنازل وحتى الأراضي الزراعية استعدادًا لموسم خريف 1917م. بدأ احتمال قيام دولة جديدة تتمتع بالحكم الذاتي مواتيًا للحاكم المؤقت آرام مانوكيان، حيث يوجد مقعد إداري بين روسيا الدولة العثمانية.
ومع أن الخطوط الأمامية العسكرية كانت مستقرة نسبيًا، إلا أن عام 1917م شهد الثورة الروسية. لقد طلب أرمين غارو وآخرون نقل النظاميين الأرمن في المسرح الأوروبي إلى جبهة القوقاز، وهي خطوة تهدف إلى زيادة استقرار الحكومة المؤقتة.

#### لجنة القوقاز الخاصة
ألغت الحكومة الروسية المؤقتة نائب الملك في القوقاز في 18 مارس 1917م، وعُهدت كل السلطات، ما عدا ما في منطقة الجيش النشط، إلى الهيئة الإدارية المدنية التي دعيت اللجنة القوقاز الخاصة، أو أوزاكوم. لعب هاكوب زافرييف دورًا أساسيًا في إصدار قرار أوزاكوم بشأن إدارة الأراضي المحتلة. حُددت هذه المنطقة رسميًا على أنها «أرض أرمينيا الغربية» وتم نقلها إلى حكم مدني تحت حكم زافرييف، الذي أشرف على مناطق طرابزون، وأرضروم، وبدليس، ووان. كان لكل مقاطعة من المقاطعات حاكمها الأرمني، مع المسؤولين المدنيين الأرمن.

#### المواجهة الوطنية
نُظِّم الجيش الروسي في القوقاز على أسس قومي وإثني، مثل وحدات المتطوعين الأرمن الجيش الروسي القوقازي عشية عام 1917. ومع ذلك، تفكك الجيش الروسي القوقازي، تاركًا الجنود الأرمن ليصبحوا المدافعين الوحيدين ضد الجيش العثماني.
كان للخط الأمامي ثلاثة أقسام رئيسية، على التوالي بقيادة موفيس سيليكيان وأندرانيك أوزانيان وميخائيل إريشيان. رافقت العصابات الأرمنية الحزبية مفارز هذه الوحدات الرئيسية. فاق عدد العثمانيين عدد الأرمن بثلاثة إلى واحد على خط المواجهة 300 ميل (480 كـم) طويلة، مع المناطق الجبلية العالية والممرات.

### التراجع، 1918
رئيس لجنة إغاثة وان (إغاثة الشرق الأدنى) هو كوستين هامبارتسميان، الذي أخذ في الاعتبار الوضع السياسي العام، ونقل 1500 يتيم من منزل أطفال وان إلى غيومري في عام 1917.

#### معاهدة برست ليتوفسك، مارس 1918

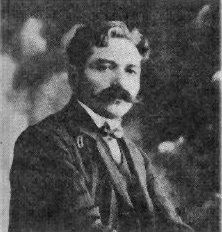
كان الحاكم من مارس وحتى أبريل عام 1918 أندرانيك أوزانيان

تم رسم حدود جديدة بموجب معاهدة برست ليتوفسك، الموقعة بين جمهورية روسيا الاتحادية الاشتراكية السوفيتية والدولة العثمانية في 3 مارس 1918. خصصت المعاهدة ولاية وان إلى جانب مناطق ولاية قارص وأرداهان وباطوم للدولة العثمانية. كما نصت المعاهدة على أن يتم إعلان استقلال منطقة ما وراء القوقاز.

#### المقاومة، مارس 1918
انضم ممثلو المؤتمر الأرمني للأرمن الشرقيين في مجلس الدوما إلى زملائهم في إعلان استقلال القوقاز عن روسيا.
في 5 أبريل، وافق رئيس الوفد القوقازي أكاكي شخنكيلي على المعاهدة كأساس للتفاوض وربط الهيئات الحاكمة، وحثهم على قبول هذا الموقف. كان المزاج السائد في تبليسي مختلفًا تمامًا؛ المعاهدة لم تخلق كتلة موحدة. أقرت أرمينيا بوجود حالة حرب مع الدولة العثمانية. لقد انهار هذا الاتحاد القوقازي قصير الأجل. وبمجرد نهاية السيطرة الروسية، أعلن المؤتمر قيام جمهورية أرمينيا الديمقراطية. لم يعترف المؤتمر بمعاهدة برست ليتوفسك، وعارضت الدولة العثمانية جمهورية أرمينيا الديمقراطية. وضع المؤتمر سياسات لتوجيه المجهود الحربي بالإضافة إلى إغاثة اللاجئين وإعادتهم إلى أوطانهم، بتمرير قانون يُنظّم الدفاع عن القوقاز ضد الدولة العثمانية، باستخدام الإمدادات والذخيرة التي خلفها الجيش الروسي. اختار الكونغرس الأرمني أيضًا لجنة تنفيذية دائمة مؤلفة من 15 عضوًا تُعرف باسم المجلس القومي الأرمني. كان رئيس هذه اللجنة أفتيس أهرونيان، الذي أعلن أن إدارة أرمينيا الغربية كانت جزءً من جمهورية أرمينيا الديمقراطية.

أرسل وزير الحرب بالدولة العثمانية أنور باشا الجيش الثالث إلى أرمينيا. أُجبرت جمهورية أرمينيا تحت الضغط الشديد من القوات المشتركة للجيش العثماني والنظاميين الأكراد على الانسحاب من أرزينجان إلى أرضروم. لقد أثبتت معركة سارداراباد، التي جرت من 22 وحتى 26 مايو 1918، أن الجنرال موفسيس سيليكيان يمكن أن يجبر العثمانيين على التراجع. وإلى جانب الجنوب الشرقي، في وان، قاوم الأرمن الجيش العثماني حتى أبريل 1918، في حين أُجبر الأرمن في وان على الإجلاء والانسحاب إلى بلاد فارس. شرح ريتشارد هوفانيسيان ظروف مقاومتهم خلال شهر مارس 1918: 
 وقف التتار والأذربيجانيون مع الدولة العثمانية واستولوا على خطوط الاتصال، وقطعوا المجالس الوطنية الأرمنية في باكو ويريفان عن المجلس الوطني في تبليسي. أرسل البريطانيون قوة عسكرية صغيرة تحت قيادة الجنرال ليونيل تشارلز دونسترفيل في باكو، ووصلت في 4 أغسطس 1918.
في 30 أكتوبر 1918، وقّعت الدولة العثمانية على هدنة مودروس، وتوقف النشاط العسكري في المنطقة. تفككت حركة أنور باشا مع الهدنة.

### جهود الاعتراف

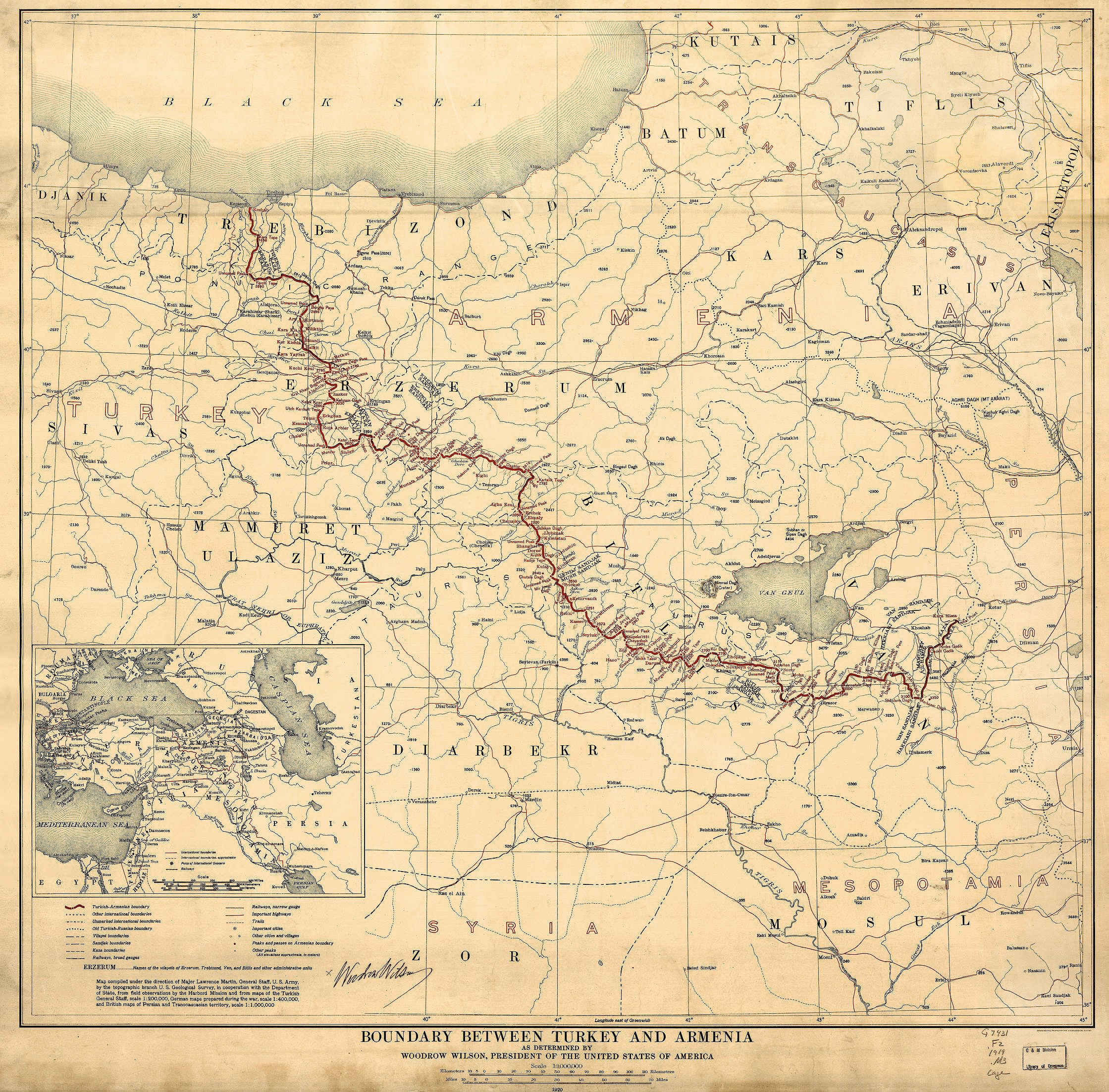
ملخص أرمينيا الويلسونية

تضمنت معاهدة برست ليتوفسك، بين الدولة العثمانية وروسيا الاتحادية الاشتراكية السوفيتية، إنشاء أرمينيا في أرمينيا الروسية. واجهت إدارة أرمينيا الغربية انتكاسة مع معاهدة باطومي، مما جعل الحدود الأرمنية تتوغل في أرمينيا الروسية.
جادل الأرمن في الشتات بأن من الطبيعي أن تمتد الحدود إلى سيطرة الأرمن، لأنها كانت، بعد الثورة الروسية، تحت سيطرة وحدات المتطوعين الأرمن، ومن بعد ذلك أرمينيا. تستخدم الحكومة المؤقتة الأرمنية «القدرة على السيطرة على المنطقة» كحجة أساسية.
أصبحت غالبية السكان من الأرمن، حيث انتقل السكان الأتراك في المنطقة إلى المقاطعات الغربية، وصارت هذه الحجة الثانوية. ومع هزيمة الدولة العثمانية في نهاية الحرب العالمية الأولى، كانت قوى الوفاق الثلاثي تهدف إلى تحديد مصير الأناضول.
خلال مؤتمر لندن، شجع ديفيد لويد جورج الرئيس الأمريكي وودرو ويلسون على قبول انتدابٍ على الأناضول، خاصة بدعم من الشتات الأرمني، للمقاطعات التي تطالب بها إدارة أرمينيا الغربية خلال أكبر احتلال لها في عام 1916. أصبحت «أرمينيا الويلسونية» جزءً من معاهدة سيفر.
لكن كانت الحقائق على الأرض مختلفةً بعض الشيء. تم حظر الفكرة من قبل كل من معاهدة آلكسندروبول ومعاهدة قارص. حلت معاهدة لوزان محل معاهدة سيفر، وتم إسقاط الكفاح من أجل ""إدارة أرمينيا الغربية" على الطاولة.
واستمرارا للهدف الأولي، فقد كان إنشاء أرمينيا «حرة، ومستقلة، وموحدة» في أراض تضم أرمينيا الويلسونية بموجب معاهدة سيفر – فضلًا عن مناطق مرتفعات قرة باغ، وجافاخيتي، ونخجوان – هو الهدف الرئيسي للاتحاد الثوري الأرمني.

## الإدارة

### الحكام
- يونيو 1916 – ديسمبر 1917 آرام مانوكيان (مؤقت)
- ديسمبر 1917 – مارس 1918 توفاس نازاربيكيان
- مارس 1918 – أبريل 1918 أندرانيك أوزانيان

### الشؤون المدنية
- مايو 1917 – ديسمبر 1917 هاكوب زافرييف

### المفوض المدني
- ديسمبر 1917 – 7 أبريل 1918 دراستامات كانايان

## الجدول الزمني
- 19 أبريل 1915: حريق في مخازن البارود في مستودع الأسلحة بوان.
- 20 أبريل 1915: بدأ الأرمن في مدينة وان والريف والمدن الصغيرة انتفاضةً محلية.
- 24 أبريل 1915: طلب الحاكم العثماني الإذن بنقل السكان المدنيين المسلمين إلى الغرب.
- 2 مايو 1915: اقترب الجيش العثماني من وان، لكنه انسحب بسبب وجود الجيش الروسي.
- 3 مايو 1915: دخل الجيش الروسي وان.
- 16 أغسطس 1915: الجيش العثماني يحاصر وان؛ معركة وان.
- سبتمبر 1915: تم طرد الجيش العثماني من قبل الروس.
- أبريل 1916: اتفاقية سازونوف باليولوج
- أغسطس 1916: تحرك الجيش العثماني إلى غرب منطقة (موش وبدليس)، لكنه أُجبر على الخروج في غضون شهر.
- فبراير 1917: تفككت الوحدات الروسية. حافظت وحدات المتطوعين الأرمن على تشكيلها.
- سبتمبر 1917: دَمج الكونغرس الأرمني في أرمينيا الشرقية وحدات المتطوعين الأرمن في ميليشيا واحدة تحت سيطرتها.
- 10 فبراير 1918: انعقد مجلس دوما القوقاز.
- 24 فبراير 1918: أعلن مجلس دوما القوقاز أن المنطقة صارت جمهورية مستقلة وديمقراطية واتحادية.
- 3 مارس 1918: منحت معاهدة برست ليتوفسك مناطق قارص وأردهان وباطومي إلى الدولة العثمانية.
- 4 مارس 1918: أدانت إدارة غرب أرمينيا معاهدة برست ليتوفسك.
- 9 مارس 1918: عرضت إدارة أرمينيا الغربية موقفها إلى الدولة العثمانية.
- 22 مايو 1918: معركة سارداراباد؛ قاتلت الميليشيات الأرمنية الدولة العثمانية.
- 28 مايو 1918: أعلن الكونغرس الأرمني لأرمينيا الشرقية تشكيل جمهورية أرمينيا الديمقراطية واستقلالها عن جمهورية الاتحاد الديمقراطي القوقازية.
- 4 أغسطس 1918: قاد الجنرال ليونيل تشارلز دونسترفيل قوة استكشافية بريطانية إلى باكو وصار الحاكم العسكري للمدينة.
- 30 أكتوبر 1918: وقّعت الدولة العثمانية على هدنة مودروس، ووافقت على مغادرة القوقاز.

## روابط خارجية
- تقرير برايس: ملخص للتاريخ الأرمني حتى عام 1915
- الدفاع عن النفس معركة التذكارية Artsiv Vaspurakan في آغاراك القرية، أرمينيا